# 南薩福克 (英國國會選區)
南薩福克（英語：South Suffolk），英國國會一郡選區，包括英格蘭東部薩福克郡南部，包括巴伯區全部和聖埃德蒙茲伯里區一部。始設於1983年。
本區自創設以來當區下議院議員為保守黨的蒂姆·耶奧。他在2010年大選中以47.7%選票勝出該區連任。